# Vera van Hasselt

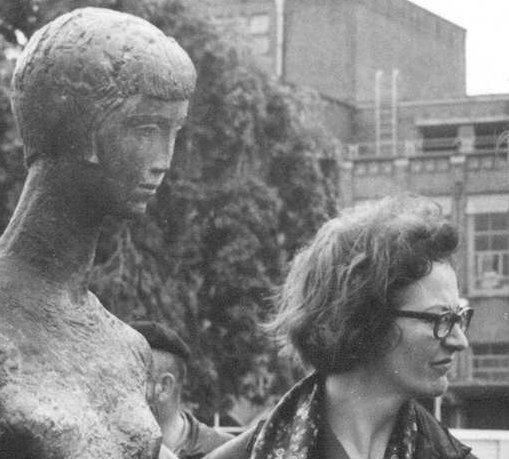
Vera van Hasselt vor ihrem Vierdaagsemonument, 1966

Vera Louise Maria Tummers-van Hasselt (5. Juli 1924 in Ubbergen; † 5. Oktober 2014 in Heerlen) war eine niederländische Bildhauerin, Medailleurin und Zeichnerin.

## Leben und Werk
Vera van Hasselt war die älteste Tochter des Allgemeinmediziners Piet van Hasselt und wuchs in einer Villa am Rijksstraatweg in Beek-Ubbergen mit ihren dreizehn Geschwistern auf. Von 1936 bis 1943 besuchte sie das katholische Mädchengymnasium Mater Dei in Nijmwegen. Daneben wurde sie im Atelier von Albert und Godelieve Meertens in Berg en Dal von Godelieve Meertens in Bildhauerei unterrichtet. Nach einem Jahr Kunstgeschichte an der Universiteit van Amsterdam im Jahr 1945/1946 entschied sie sich für die künstlerische Praxis und setzte ihre Ausbildung von 1946 bis 1949 an der Middelbare Kunstnijverheidsschool (heute: Maastricht Institute of Arts) bei Charles Vos und von 1949 bis 1951 an der Jan van Eyck Academie Maastricht bei Oscar Jespers fort. Nach Abschluss ihres Studiums musste sie nach Hause zurückkehren, um dort mitzuhelfen, konnte sich aber das Gartenzimmer als Atelier einrichten.

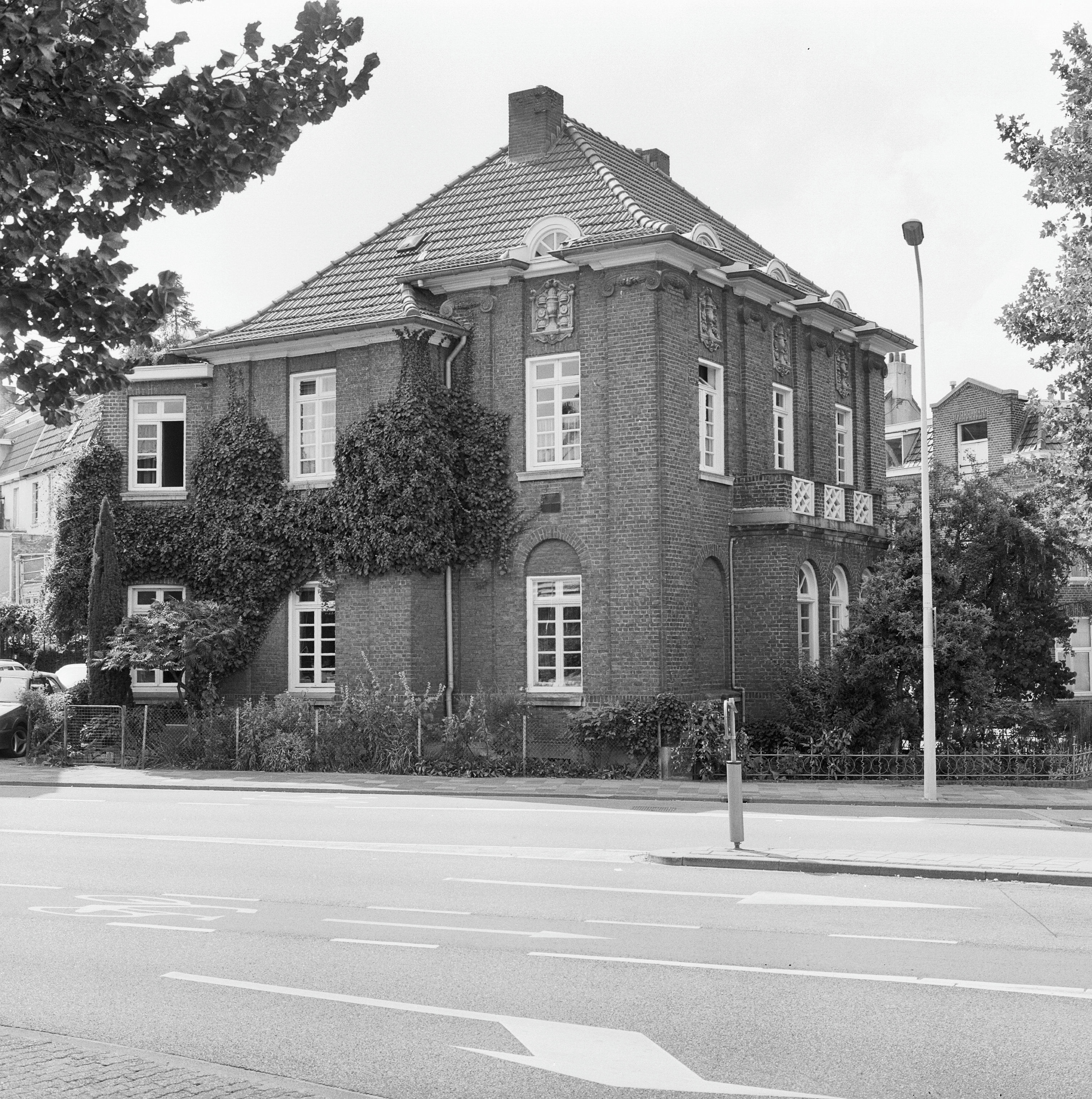
Schoolstraat 1, Heerlen

In den folgenden Jahren beteiligte Vera van Hasselt sich an Gruppenausstellungen, führte ihre eigenen Ateliers, arbeitete an Aufträgen für den öffentlichen Raum und unternahm mehrere Studienreisen. 1951 hatte sie ein eigenes Atelier in der Villa „Den Breul“ in Ubbergen bei Nijmegen. Im Juli 1953 heiratete Vera van Hasselt den Künstler Nicolaas „Nic“ Hendrik Marie Tummers (1928–2020), der später Mitglied der Ersten Kammer der Generalstaaten wurde. Während einer Reise nach England im selben Jahr besuchte sie auch das Atelier von Henry Moore. Sie verbrachte Zeit in Paris, hospitierte an der Académie de la Grande Chaumière und nahm Unterricht bei Ossip Zadkine. In Paris kam sie in Kontakt mit anderen Künstlern, darunter Alberto Giacometti und Shamai Haber. Zwischen 1955 und 1963 kamen ihre zwei Töchter und fünf Söhne zur Welt. Die Familie wohnte in der Schoolstraat 1 in Heerlen. In der Zeit von 1972 bis 1989 war Vera van Hasselt als Lehrerin für Bildende Kunst am Creativiteitscentrum Heerlen tätig und unternahm diverse Studienreisen, unter anderem in den Nahen Osten und nach New York.

## Werk
Vera van Hasselt schuf gegenständliche Skulpturen, zumeist Menschenfiguren und historische Persönlichkeiten. Sie arbeitete meist in Bronze und Stein. Ihr bekanntestes Werk ist die Statue von Mariken van Nieumeghen, die 1957 auf dem Grote Markt in Nijmegen aufgestellt wurde. Als Königin Juliana die Stadt ein Jahr später besuchte, erhielt sie eine Reproduktion der Statue.
Zum ersten Mal zeigte Vera van Hasselt ihre Werke 1953 bei einer Gruppenausstellung des Nijmeegse Kunstkrings. 1957 stellte sie unter anderem zusammen mit Mari Andriessen und John Rädecker im Museum Het Valkhof aus und im selben Jahr bei „Beeldhouwers in Limburg“ im Stadhuis Heerlen. 1965 beteiligte sie sich an der Gruppenausstellung „open lucht“ in Blaricum. Weitere Ausstellungen waren unter anderem in Hasselt, Aken, Hoensbroek, Sittard, Utrecht und Bergen.
Vera van Hasselt war ab 1992 Mitglied der Stichting Kunst & Cultuur Limburg Maastricht, ab 1992 der Stichting Beeldrecht, außerdem ab 1996 des Documentatie- en Informatiecentrum Beeldende Kunsten Limburg und ab 2002 des BBK. Im Jahr 2002 erhielt Vera van Hasselt am Internationalen Frauentag in Heerlen den Anne-van-Dijck-Preis „wegen ihrer vorbildlichen Arbeit bei der Vereinbarkeit von Beruf und Familie“.

## Werke (Auswahl)
- Zetel der Wijsheid (1953), Volksuniversiteit Ons Erf, Berg en Dal
- Kruisbeeld (1953), ursprünglich Albertinum, Nijmegen
- Mariken van Nieumeghen (1957), Bronze, Grote Markt, Nijmegen
- Christoffel (1958), Giebelbild, römisch-katholische Kirche in Beek bei Nijmegen
- Reliëfs (1958), Turnhalle der Hauswirtschaftsschule, Terwinselen
- Fluitspeler (1963), Bronze, Verbindingsweg/Waterstraat, Beek
- Vierdaagsemonument (1966), Bronze, Waldeck Pyrmontstraat, Julianapark, Nijmegen
- D'r Koeph va Hehle (1971), Pancratiusplein/Kerkplein, Heerlen
- Muzikant Bergkapel (1978), Bronze, Kerkrade
- Roöd Truud (1978), Bronze, Bekkerweg/Nobelstraat, Heerlen
- Ganzenjong (1983), Corneliuslaan, Heerlen
- Dokter Van Hasselt (2004), Bronzebüste, Van Hasseltstraat, Beek
- Sint Christoffel, St. Bartholomaeuskerk, Kerkberg 1, Beek[4][8]

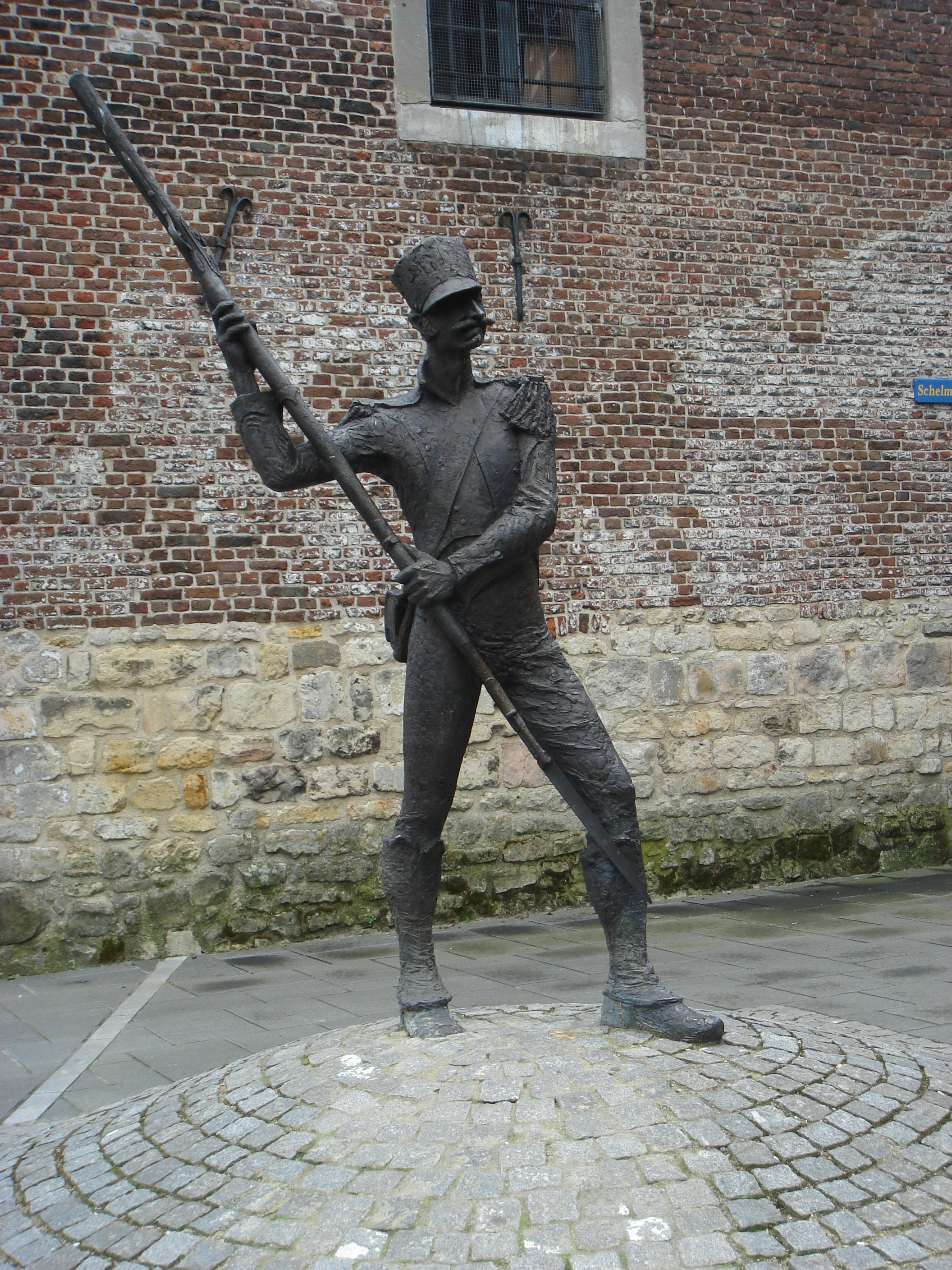
D'r Koeph va Hehle
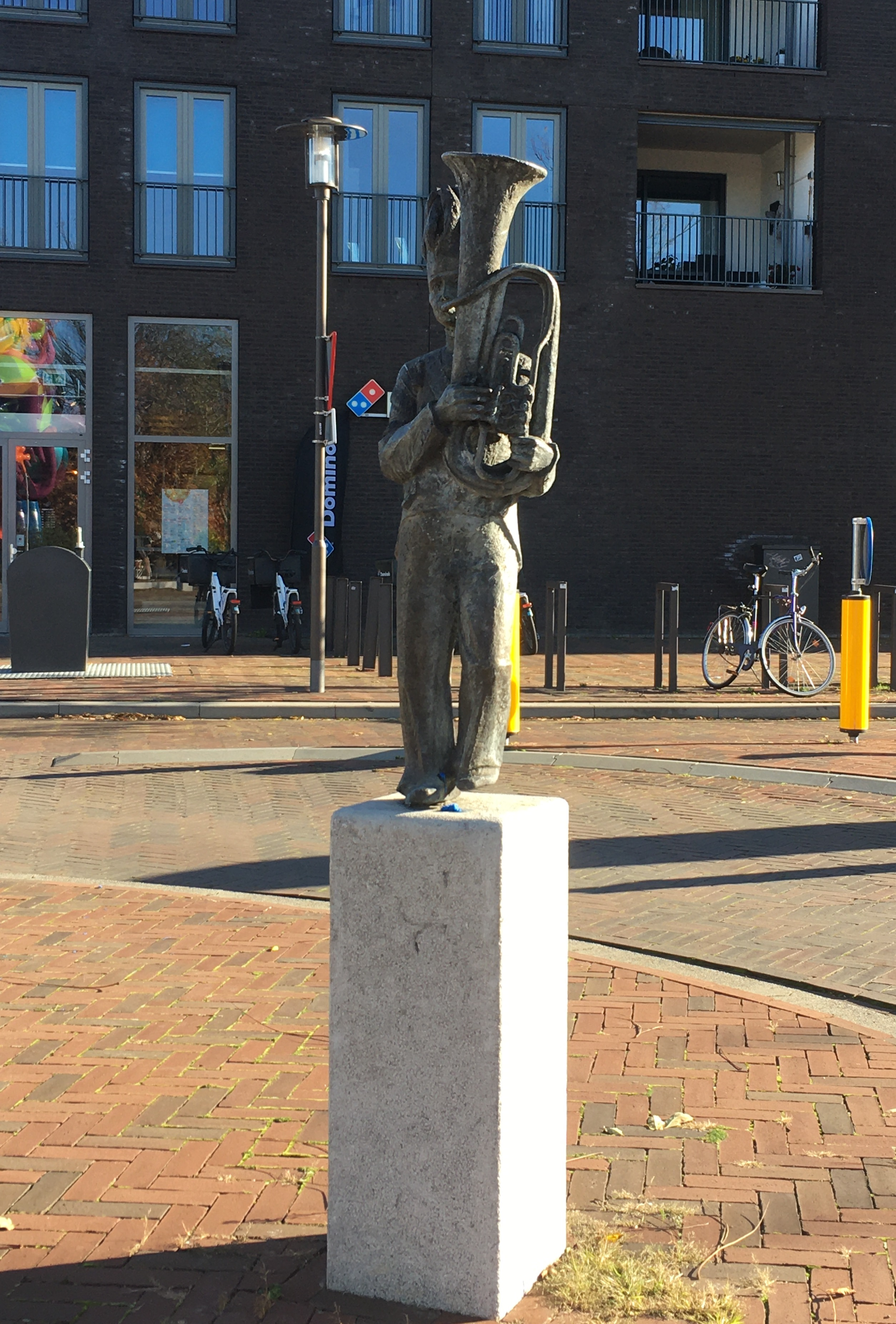
Muzikant Bergkapel
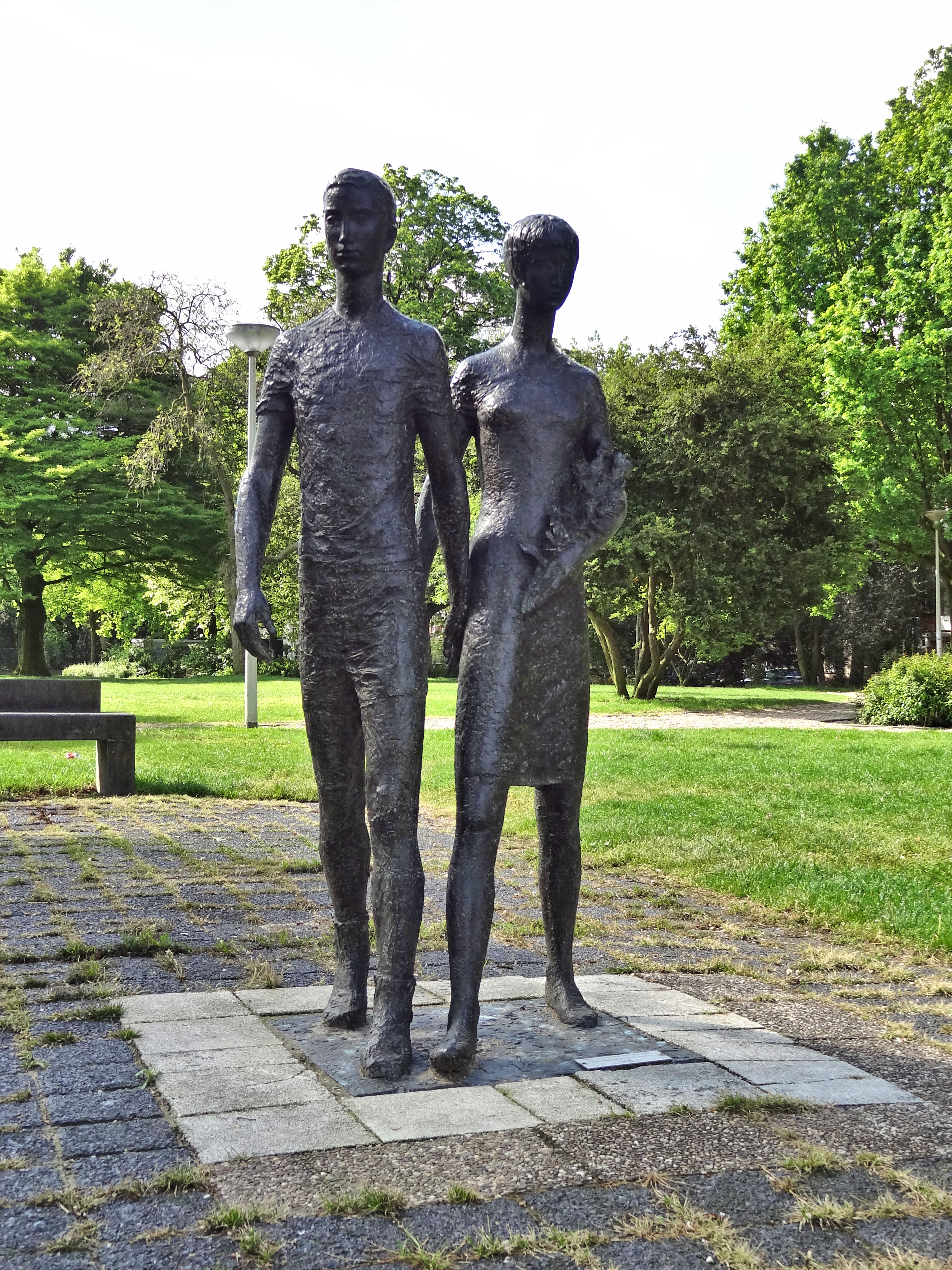
Vierdaagsemonument
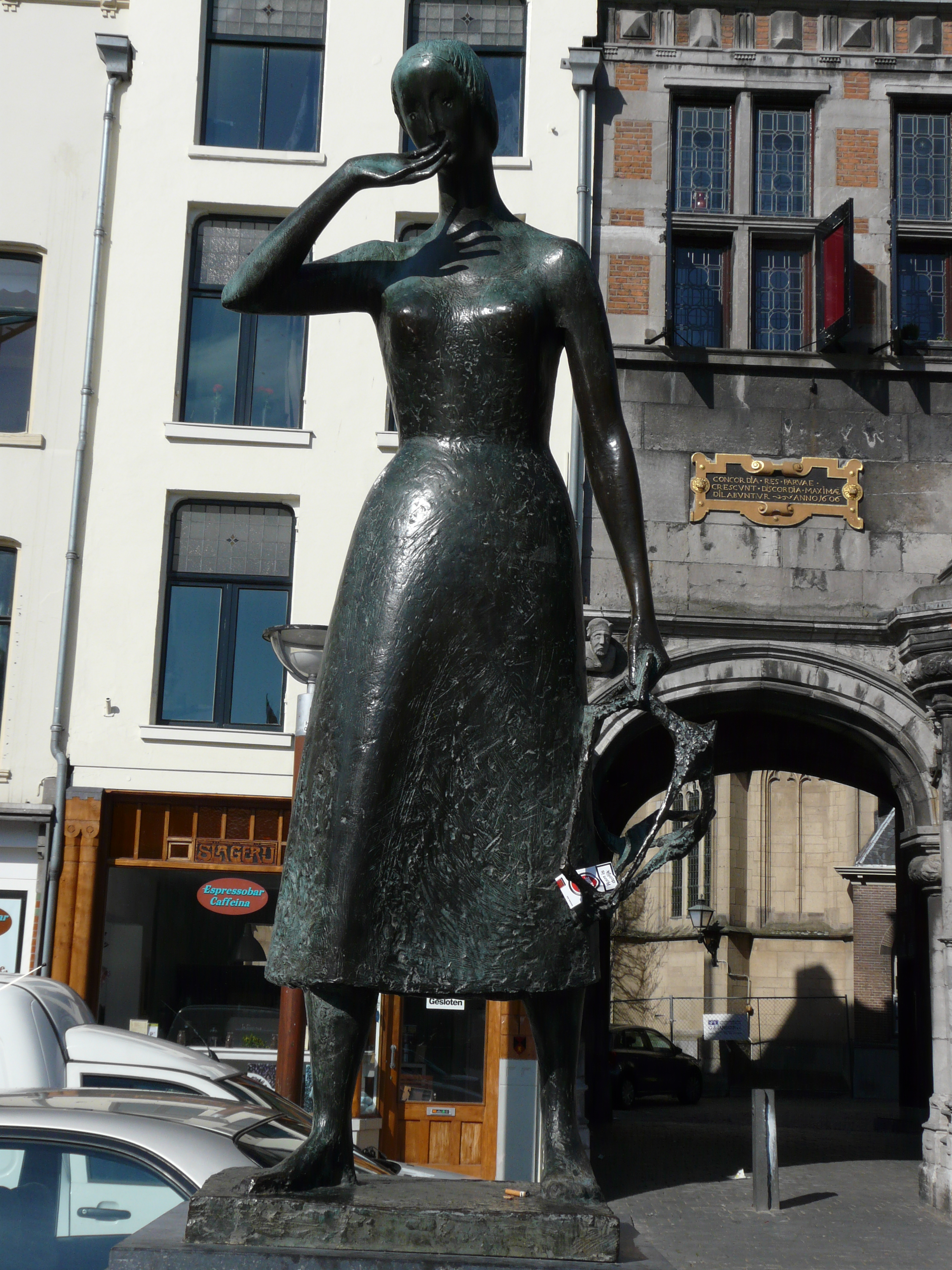
Mariken van Nieumeghen
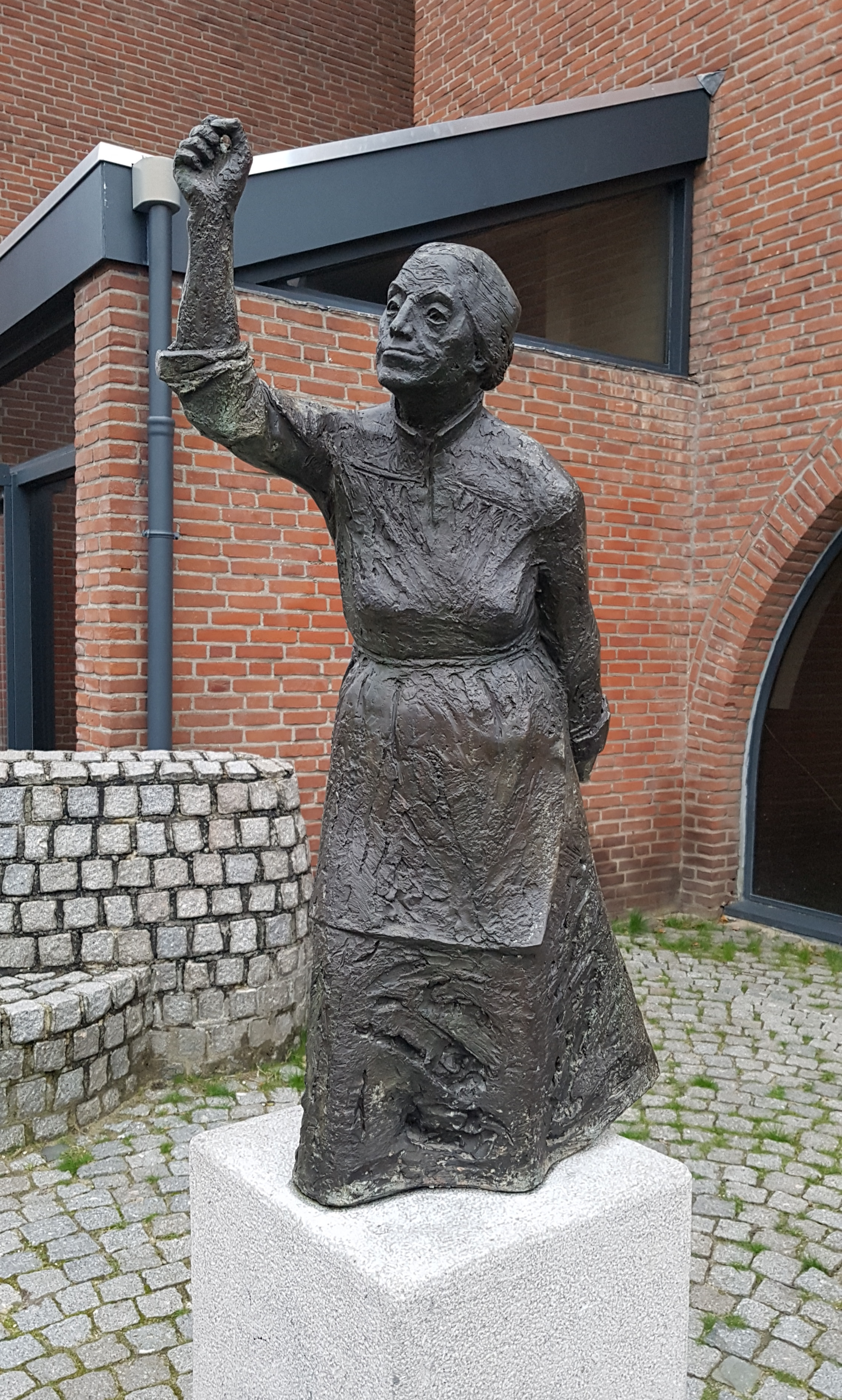
Roöd Truud